# 카페스톨
카페스톨(Cafestol)은 커피 원두에 존재하는 디테르페노이드 분자이다. 커피의 생물학적 및 약리학적 효과에 영향을 줄 수 있는 화합물 중 하나이다.

## 원천
일반적인 코페아 아라비카 원두는 중량 기준으로 약 0.4~0.7%의 카페스톨을 함유하고 있다. 카페스톨은 프렌치 프레스 커피나 터키쉬 커피와 같은 여과되지 않은 커피 음료에 가장 많이 함유되어 있다. 드립 커피와 같은 종이 여과 커피 음료에서는 종이 필터에 디테르펜이 남아 있기 때문에 카페스톨의 함량이 매우 미미하다.

## 생물학적 활성 연구
커피 섭취는 건강에 여러 가지 영향을 미치는 것으로 알려져 있으며, 카페스톨은 여러 생물학적 작용을 통해 이러한 영향을 미치는 것으로 알려져 있다. 연구에 따르면 끓인 커피를 규칙적으로 섭취하면 혈청 콜레스테롤이 증가하는 반면, 여과된 커피는 그렇지 않은 것으로 나타났다. 카페스톨은 핵 수용체인 파네소이드 X 수용체와 프레그난 X 수용체의 작용제 리간드로 작용하여 콜레스테롤 항상성을 차단할 수 있다. 따라서 카페스톨은 콜레스테롤 합성을 증가시킬 수 있다.
카페스톨은 또한 쥐에서 항암 효과를 보였다.
카페스톨은 또한 파킨슨병에 걸린 초파리 모델에서 신경 보호 효과를 보였다.

## 같이 보기
- 카웨올